# Mięsień pierścienno-nalewkowy tylny

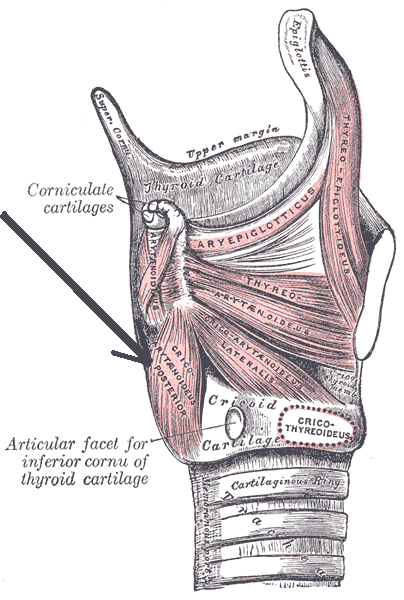
Mięsień pierścienno-nalewkowy tylny (oznaczony strzałką)

Mięsień pierścienno-nalewkowy tylny (łac. musculus cricoarytenoideus posterior) – w anatomii człowieka parzysty mięsień wewnętrzny krtani, rozpięty między tylną powierzchnią blaszki chrząstki pierścieniowatej a wyrostkiem mięśniowym chrząstki nalewkowatej. Jest to jedyny mięsień wewnętrzny krtani odpowiedzialny za rozwieranie szpary głośni. Unerwiony jest przez nerw krtaniowy dolny.